# Llanos de Tamaulipas
Los llanos de Tamaulipas son una serie de planicies que se encuentran en el estado de Tamaulipas, en la región noreste de México.
En los municipios de la región, especialmente Mante, Matamoros y Xicoténcatl existen importantes explotaciones agrícolas; producto de los varios sistemas de riego implementados en la región que abarcan más de 240 000 hectáreas y que son alimentados desde el río Bravo, el río Mante, el manantial El Nacimiento y el río Frío. Tradicionalmente la región ha sido un productor importante de caña de azúcar.  